# Bromma landskommun, Skåne
Bromma landskommun var en tidigare kommun i dåvarande Malmöhus län.

## Administrativ historik
Kommunen bildades i Bromma socken i Herrestads härad i Skåne när 1862 års kommunalförordningar trädde i kraft.
Vid kommunreformen 1952 uppgick kommunen i Herrestads landskommun som uppgick 1971 i Ystads kommun.